# Nathalie Lesdema
Nathalie Lesdema (sinh ngày 17 tháng 1 năm 1973 tại Fort-de-France, Martinique) là một cầu thủ bóng rổ người Pháp chơi cho đội bóng rổ quốc gia của phụ nữ Pháp tại Thế vận hội Mùa hè 2000.